# Stadio Carlos Tartiere
Lo stadio Carlos Tartiere (Estadio Municipal Carlos Tartiere, generalmente chiamato Nuevo Carlos Tartiere), è uno stadio polivalente di Oviedo, in Spagna. Ha una capienza di 30,500 spettatori e sostituisce il precedente Carlos Tartiere, costruito nel 1932.
La prima partita giocata in questo stadio, il 17 settembre 2000, fu un incontro della Primera División fra Real Oviedo e Las Palmas. Il primo gol fu segnato da un giocatore della squadra ospite, Robert Jarni. Il primo giocatore del Real Oviedo a segnare fu Roberto Losada.

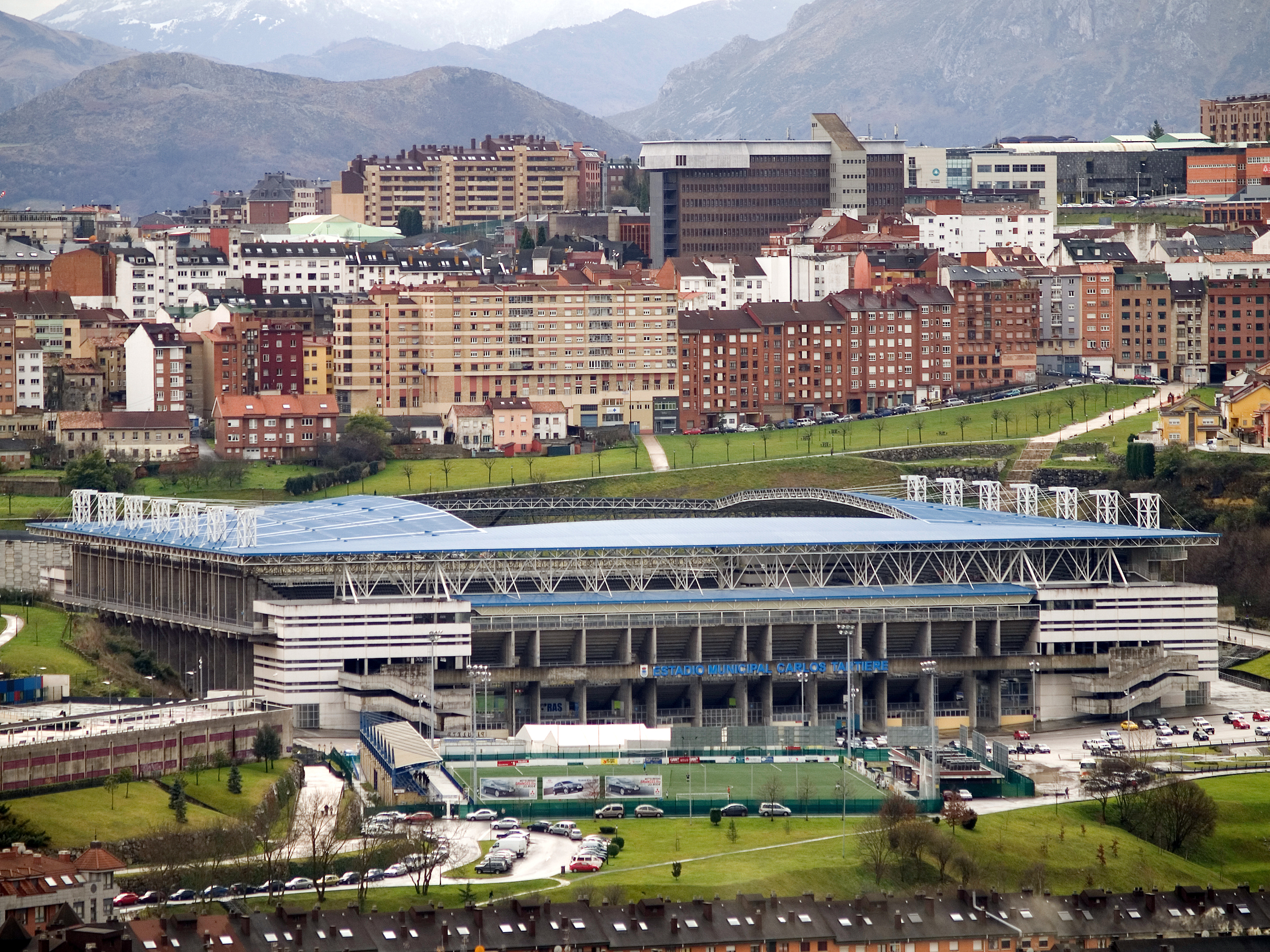
Vista aerea dello stadio

Lo stadio fu inaugurato ufficialmente il 20 settembre 2000, con un'amichevole fra il Real Oviedo e il Partizan.